# Nimitz Glacier
Nimitz Glacier är en glaciär i Antarktis. Den ligger i Västantarktis. Chile gör anspråk på området. Nimitz Glacier ligger 1 013 meter över havet.
Terrängen runt Nimitz Glacier är varierad. Trakten är obefolkad. Det finns inga samhällen i närheten. 